# Gąska tygrysia

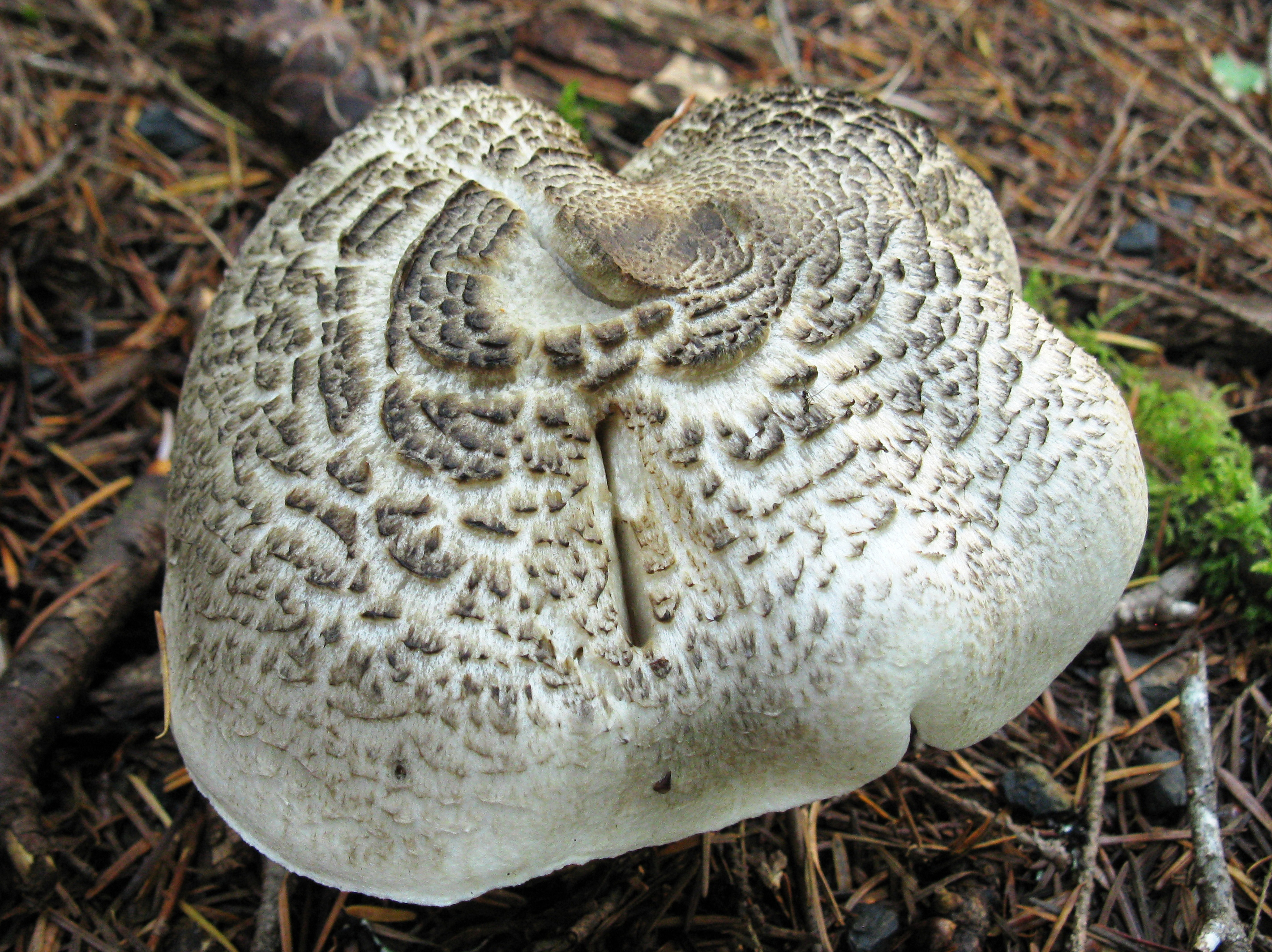

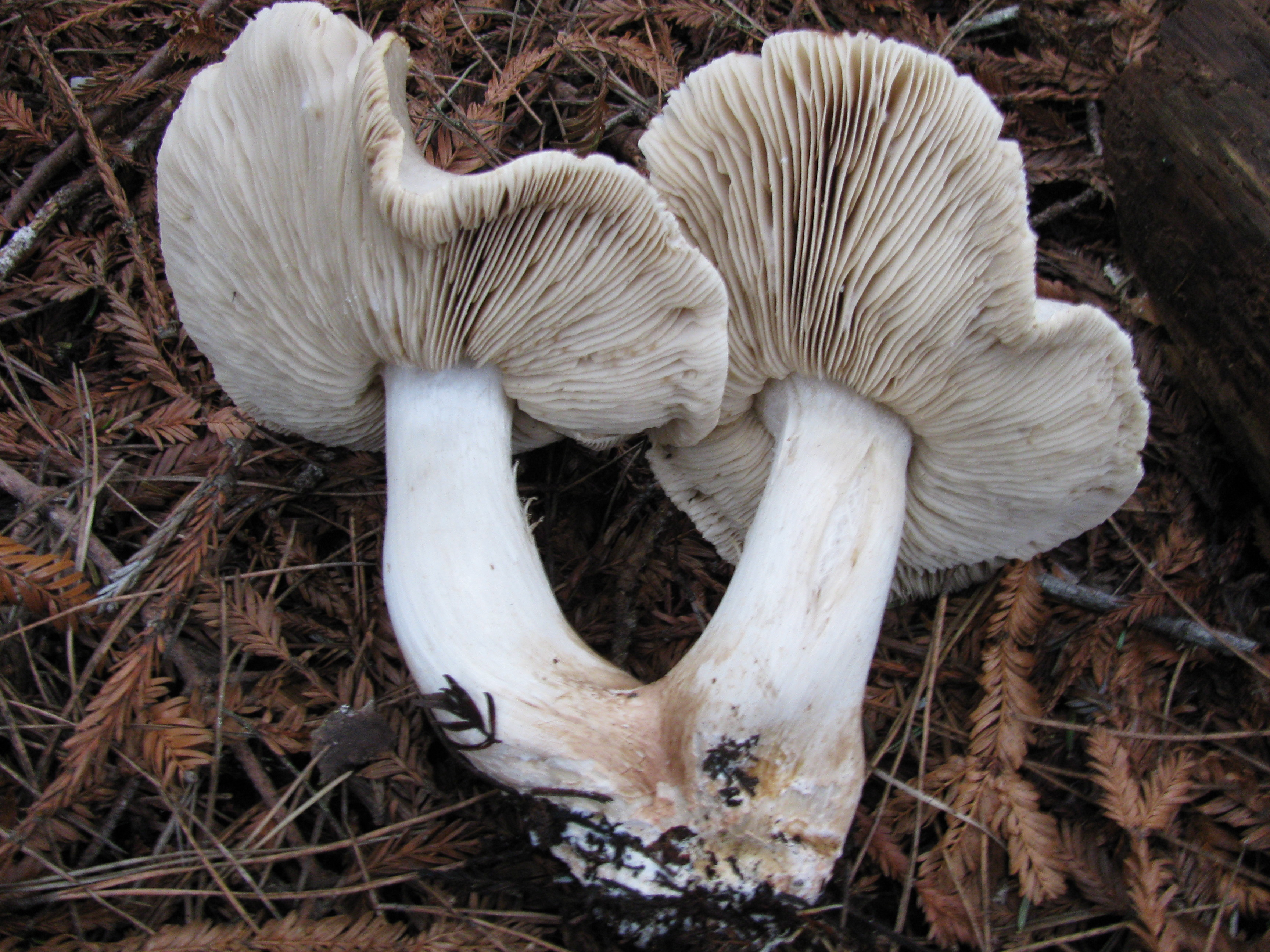
Blaszki gąski tygrysiej

Gąska tygrysia, gąska tygrysowata (Tricholoma pardinum (Pers.) Quél.) – gatunek grzybów należący do rodziny gąskowatych (Tricholomataceae).

## Systematyka i nazewnictwo
Pozycja w klasyfikacji: Tricholoma, Tricholomataceae, Agaricales, Agaricomycetidae, Agaricomycetes, Agaricomycotina, Basidiomycota, Fungi (według Index Fungorum).
Po raz pierwszy takson ten zdiagnozował w 1801 r. Christian Hendrik Persoon nadając mu nazwę Agaricus myomyces var. pardinus. Obecną, uznaną przez Index Fungorum nazwę nadał mu w 1873 r. Lucien Quélet, przenosząc go do rodzaju Tricholoma. Synonimy naukowe:

- Agaricus myomyces var. pardinus Pers. 1801
- Agaricus unguentatus Fr. 1838
- Tricholoma pardinum f. albellum Bon 1990)
- Tricholoma pardinum Quél. 1873 f. pardinum
- Tricholoma pardinum (Pers.) Quél. 1873) var. pardinum
- Tricholoma pardinum var. unguentatum (Fr.) Bon 1974
- Tricholoma unguentatum (Fr.) Sacc. 1887

Nazwę polską podali Barbara Gumińska i Władysław Wojewoda w 1983.

## Morfologia
Kapelusz
Średnicy 4–10 cm, na szczycie dość mięsisty, w młodym owocniku dzwonkowato wypukły, później rozpłaszczony. Skórka biaława sucha, z regularnie, koncentrycznie rozmieszczonymi łuskami, drobnymi do dużych. Łuski te mają kolor szarobrązowy lub czarnoszary.
Blaszki
Początkowo białe, często z zielonkawym odcieniem, potem bladożółtawe, nigdy szare, średnio gęste, wycięte z ząbkiem. Za młodu wydzielające na ostrzu przejrzyste jak woda krople.
Trzon
Wysokość 6–12 cm, grubość 2–4 cm, cylindryczny lub pękaty, często o zgrubiałej podstawie. Powierzchnia biała, tylko w dolnej połowie ochrowa, u szczytu wydziela często przejrzyste krople cieczy.
Miąższ
Biały, po przekrojeniu nie zmieniający zabarwienia. Smak nieznaczny, zapach przyjemny, ale niezbyt wyraźny.
Wysyp zarodników
Biały. Zarodniki stosunkowo duże, o średnicy 8–10 × 6–7 µm, jajowate, gładkie, bezbarwne.

## Występowanie
Rośnie od sierpnia do października, w lasach iglastych i liściastych, pod świerkami, jodłami, bukami lub dębami, tylko na glebach zawierających wapń, pojedynczo lub po kilka egzemplarzy. Grzyb dość rzadki.

## Znaczenie
Grzyb mikoryzowy, grzyb trujący. Powoduje ostre zaburzenia żołądkowe i jelitowe, kolkowate bóle brzucha, wymioty, biegunkę. W skrajnych wypadkach może nastąpić zapaść i śmierć. Objawy występują po 1/2–3 godzinach od zjedzenia.

## Gatunki podobne
Najbardziej, wręcz do złudzenia, podobna jest gąska żółknąca (Tricholoma scalpturatum). Odróżnia się żółknięciem różnych części owocnika z wiekiem, oraz po uszkodzeniu (ale trwa to kilka godzin). Podobne są także:
- gąska czarnołuskowa (Tricholoma atrosquamosum). Ma podobnie łuskowaty kapelusz, ale zapach pieprzny, owocowy lub pelargonii[5].
- gąska czerwieniejąca (Tricholoma orirubens). Jej kapelusz i miąższ po uszkodzeniu powoli zmieniają kolor na czerwonawy,
- gąska ziemistoblaszkowa (Tricholoma terreum), o cieńszym miąższu i bez zapachu mąki[4],
- gąska wierzbowa (Tricholoma cingulatum). Występuje tylko pod wierzbami[6].